# Gas Blau

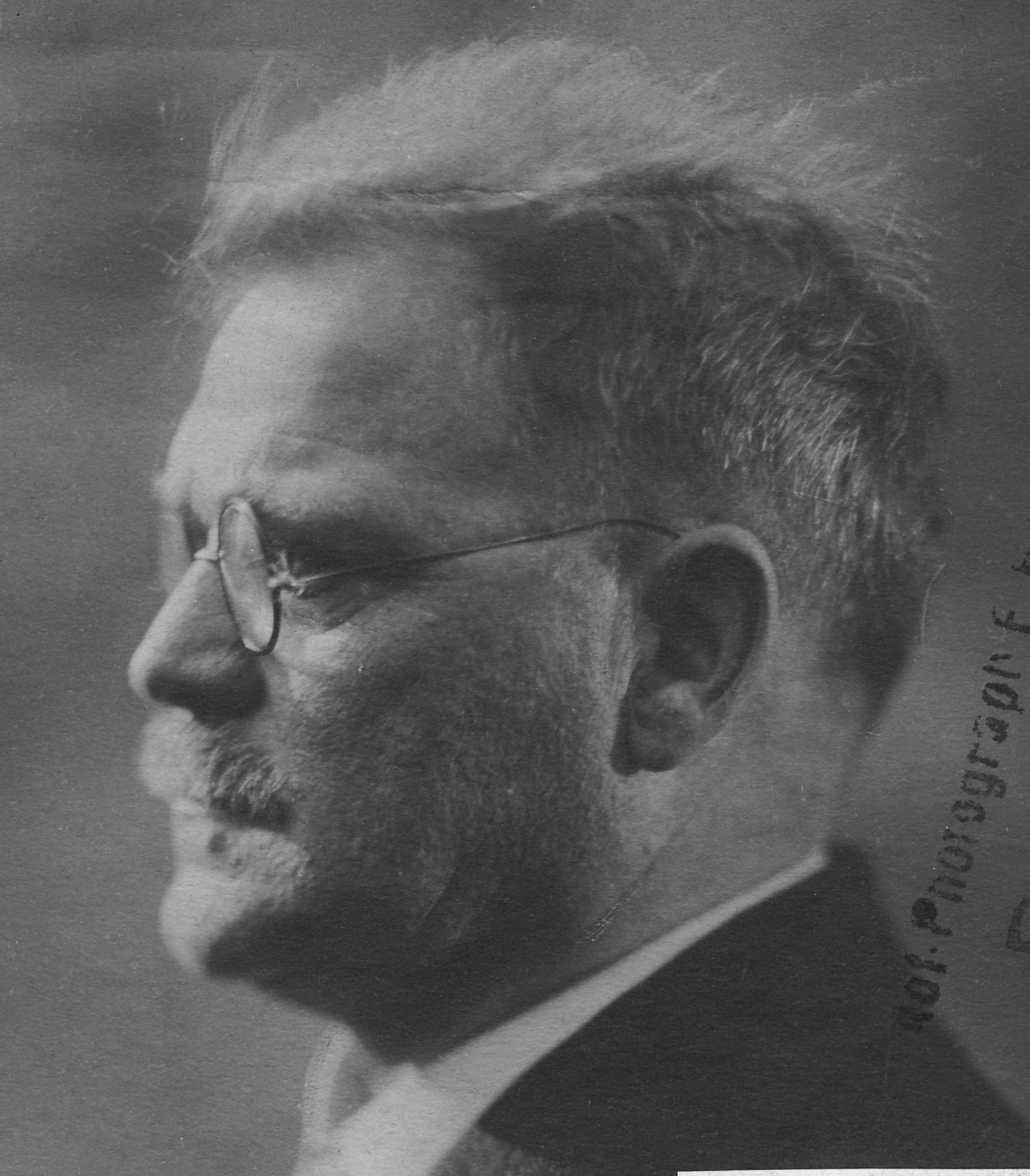
Dr. Hermann Blau

El gas Blau —del alemán Blaugas— fue un gas de alumbrado constituido fundamentalmente por propano, llamado así en honor de su inventor, el químico alemán Hermann Blau de Augsburgo, quien lo sintetizó por primera vez en 1904. Se fabricaba descomponiendo, con calor, petróleo en retortas, y comprimiendo la nafta resultante hasta licuarla. Se transportaba en estado líquido, y al bajar la presión el compuesto se vaporizaba.  
El gas Blau se utilizaba para iluminación y calefacción. Una forma menos pura, conocida como gas Pintsch, se había utilizado en motores de automóviles, iluminación y cocinas a finales del siglo XIX y principios del siglo XX. 
Fue el combustible del LZ 127 Graf Zeppelin. Para este uso tenía varias ventajas sobre la gasolina, ya que no era explosivo, y su peso en estado gaseoso era similar al del aire atmosférico, por lo que al quemarlo y reemplazar su volumen con aire no se agregaba peso adicional al dirigible, y se evitaba la necesidad de ajustar las variables del vuelo.

## Producción industrializada
La primera planta de destilación se construyó en Estados Unidos en 1912, donde asimismo comenzó la distribución comercial en 1920. El éxito logrado produjo su pronta introducción en Europa, incluyendo Francia, Bélgica, los Países Bajos y Alemania. Durante la Segunda Guerra Mundial el uso predominante fue como combustible para vehículos, pero luego comenzó su utilización doméstica e industrial.

## Composición
El gas Blau contiene aproximadamente el 50 % de olefinas (alcanos), el 37 % de metano y otros  alcanos, el 6 % de hidrógeno y el resto es aire. Cuenta con una energía específica de 15.349 kcal/m3 o 3000 Hefnerkerze. Hay que remarcar de forma especial que «el gas Azul no contenía monóxido de carbono», lo que, aparte de los porcentajes, lo desmarca completamente del gas de agua.